# ヴァーサ州
ヴァーサ州 (ヴァーサしゅう、フィンランド語: Vaasan lääni、スウェーデン語: Vasa län)は、かつて存在したフィンランドの州。1775年から1997年まで存在した。スウェーデン統治時代は、スウェーデンの県として成立しており、ヴァーサ県と名付けられていた。
1775年に、エステルボッテン県 (フィンランド語ではポフヤンマー州)がヴァーサ県とウレオボルイ県 (フィンランド語ではオウル州)に分割され成立した。県名(州名)は、ヴァーサにちなんでいる。
その後、1809年からはフィンランド大公国の州として存続する。1855年にロシア帝国皇帝でありフィンランド大公でもあったニコライ1世が死去すると、ヴァーサの小さな市民グループが、街の名前をニコライ1世にちなんだ名前に変更するように請願書を提出した。ヴァーサの都市名はヴァーサ王朝から採られていたが、僅か15人の市民の提案によってヴァーサの都市名はニコライ (ニコラインカウプンキ (フィンランド語: Nikolainkaupunki)、ニコライスタッド (スウェーデン語: Nikoraistad、ロシア語: Николайстада))へと変更された。これに伴い、ヴァーサ州の州名も変更された。しかし、この都市名及び州名の変更は、ヴァーサの市民の多数から支持されず、1862年には多くの市民が都市名と州名を元に戻すように請願書を提出する事態となった。このニコライ1世にちなんだ名前は、ロシア帝国の影響下にあったフィンランド大公国が存続する1917年まで公式に使用された。しかし、市民の間にニコライ1世にちなむ名前は浸透せず、口頭ではヴァーサという都市名、州名が使われ続けていた。
1960年に、東部が中央スオミ州として分割される。
1994年に、州下にポフヤンマー県、南ポフヤンマー県、中部ポフヤンマー県が設立される。
1997年9月1日、州の大規模再編に伴って、トゥルク・ポリ州、中央スオミ州、ハメ州北部と合併して消滅。合併後は、西スオミ州となった。西スオミ州はその後、2010年1月1日に他州と共に廃止され、フィンランドの州の歴史は幕を閉じた。

## 州域の変遷

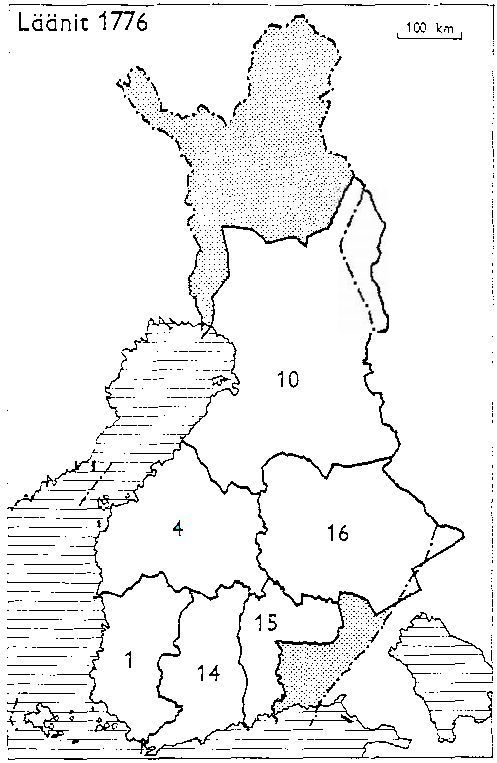
1776年のフィンランドの州(県): 1: トゥルク・ポリ州, 4: ヴァーサ州, 10: オウル州, 14: ウーシマー・ハメ州, 15: キュメンカルタノ州, 16: サヴォ・カルヤラ州

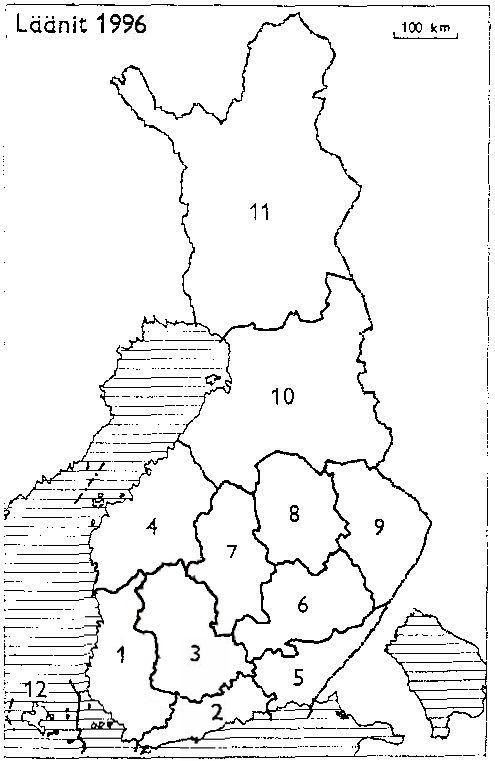
1996年のフィンランドの州: 1: トゥルク・ポリ州, 2: ウーシマー州, 3: ハメ州, 4: ヴァーサ州, 5: キュミ州, 6: ミッケリ州, 7: 中央スオミ州, 8: クオピオ州, 9: 北カルヤラ州, 10: オウル州, 11: ラッピ州, 12: オーランド自治州

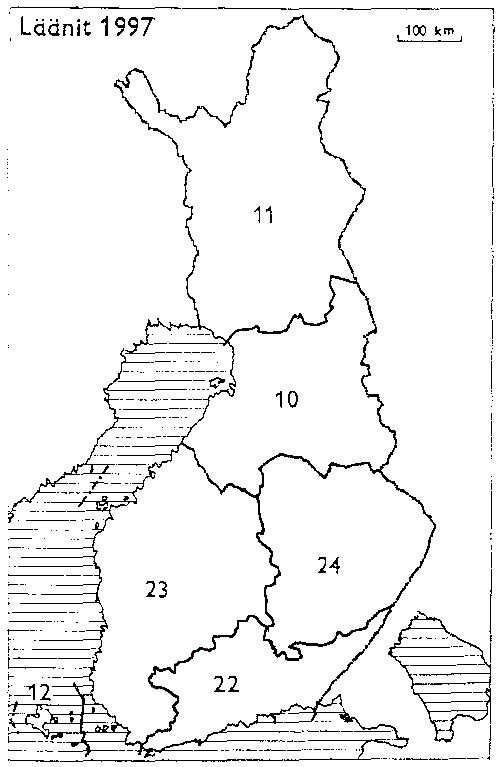
合併後の1997年のフィンランドの州: 10: オウル州, 11: ラッピ州, 12: オーランド自治州, 22: 南スオミ州, 23: 西スオミ州, 24: 東スオミ州

|  |  |  |

## 自治体
| - アラハルマ (Alahärmä) - アラヤルヴィ (Alajärvi) - アラヴェテリ (Alaveteli) - アラヴス (Alavus) - エヴィヤルヴィ (Evijärvi) - ハルスア (Halsua) - ヒマンカ (Himanka) - イルマヨキ (Ilmajoki) - イソヨキ (Isojoki) - イソキュロ (Isokyrö) - ヤラスヤルヴィ (Jalasjärvi) - ユルヴァ (Jurva) - カンヌス (Kannus) - カリヨキ (Karijoki) - カスキネン (Kaskinen) - カウハヨキ (Kauhajoki) | - カウハヴァ (Kauhava) - カウスティネン (Kaustinen) - クヴェフラックス (Kvevlax) - コッコラ (Kokkola) - コルスナス (Korsnäs) - コルテスヤルヴィ (Kortesjärvi) - クリスチーネスタッド (Kristinestad) - クロノビ (Kronoby) - クオルタネ (Kuortane) - クリッカ (Kurikka) - カルヴィア (Kälviä) - ライヒア (Laihia) - ラッパヤルヴィ (Lappajärvi) - ラプア (Lapua) - ラルスモ (Larsmo) - レフティマキ (Lehtimäki) | - レスティヤルヴィ (Lestijärvi) - ロフタヤ (Lohtaja) - マラックス (Malax) - マクスモ (Maxmo) - コロショルム (Korsholm) - ヌルモ (Nurmo) - ナルペス (Närpes) - オラヴァイス (Oravais) - ペデルソレ (Pedersöre) - ペルホ (Perho) - ペラセイナヨキ (Peräseinäjoki) - ヤコブスタード (Jakobstad) - セイナヨキ (Seinäjoki) - ソイニ (Soini) - テウヴァ (Teuva) | - テルヤルフ (Terjärv) - トホランピ (Toholampi) - トイサ (Töysä) - ウルラヴァ (Ullava) - ニカルレビ (Nykarleby) - ヴァーサ (Vaasa) - ヴェテリ (Veteli) - ヴィンペリ (Vimpeli) - ヴァハキュロ (Vähäkyrö) - ヴォラ (Vörå) - イリハルマ (Ylihärmä) - イリスタロ (Ylistaro) - アフタリ (Ähtäri) |

## 歴代知事
- Bror Cederström 1775–1785
- Adolf Tandefeldt 1785–1794
- Carl Fridrik Krabbe 1794–1805
- Magnus Wanberg 1805–1808
- Nils Fredric von Schoultz 1808
- Carl Constantin de Carnall 1808–1822
- Herman Henrik Wärnhjelm 1822–1830
- Gustaf Magnus Armfelt 1830–1832
- Carl Gustaf von Mannerheim 1832–1833 (acting) and 1833–1834
- Carl Olof Cronstedt 1834–1837 (acting) and 1837-1845
- John Ferdinand Bergenheim 1845–1847
- Berndt Federley 1847–1854
- Alexander von Rechenberg 1854–1858
- Otto Leonard von Blom 1858–1861
- Carl Gustaf Fabian Wrede 1862–1863 (vt.) and 1863–1884
- Viktor Napoleon Procopé 1884–1888
- August Alexander Järnefelt 1888–1894
- Fredrik Waldemar Schauman 1894–1898
- Gustaf Axel von Kothen 1898–1900
- Fredrik Geronimo Björnberg 1900–1903
- Theodor Knipovitsch 1903–1906
- Kasten Fredrik Ferdinand de Pont 1906–1910
- Bernhard Otto Widnäs 1910–1913
- Nikolai Sillman 1913–1916
- Leo Aristides Sirelius 1916–1917
- Juho Torppa 1917 (acting)
- Teodor August Heikel 1917–1920
- Bruno Sarlin 1920–1930
- Erik Heinrichs 1930
- Kaarlo Martonen 1930–1938
- Jalo Lahdensuo 1938–1943
- Toivo Tarjanne 1943–1944
- K. G. R. Ahlbäck 1944–1967
- Martti Viitanen 1967–1977
- Antti Pohjonen 1977–1978
- Mauno Kangasniemi 1978–1991
- Tom Westergård 1991–1997